# Gereformeerde kerk (Moerdijk)
De gereformeerde kerk is een voormalig protestants kerkgebouw in de tot de Noord-Brabantse gemeente Moerdijk behorende plaats Moerdijk. De kerk is gelegen aan de Grintweg 82.

## Geschiedenis
In 1890 scheidden de Dolerenden zich van de Hervormden af en zij betrokken een bescheiden kerkgebouw aan de Zwaluwsedijk. De aan de straat gelegen voorzijde had enkele rondbogige vensters en een klokkenruitertje boven de voorgevel. Dit kerkje werd in 1944 door oorlogshandelingen verwoest.
Een nieuwe kerk werd gebouwd aan de Grindweg. Deze kerk, een voorbeeld van wederopbouwarchitectuur, kwam in 1954 gereed. Het kerkgebouw werd ontworpen door Cees van der Bom. Het betreft een bakstenen gebouw op rechthoekige plattegrond onder schilddak, met rechthoekige vensters. Naast de kerkzaal bevindt zich een achtkante klokkentoren.
In 2005 werd de kerk aan de diensten onttrokken vanwege de fusie met de Hervormden tot PKN, waarna de Gereformeerden terecht konden in de Hervormde kerk. In 2006 werd de leegstaande kerkverhuurd aan de Transformanten die echter voor nogal wat overlast zorgden vanwege lawaaiige en elektronisch versterkte gezangen. De huur werd vervolgens opgezegd en het kerkje werd in 2007 verkocht aan een particulier en ingericht als woonhuis. Het uiterlijk van de kerk en de toren bleven bewaard.